# Vápenické jezero
Vápenické jezero este o arie protejată (arie specială de conservare — SAC, sit de importanță comunitară — SCI) din Republica Cehă întinsă pe o suprafață de 8,39 ha, integral pe uscat.

## Localizare
Centrul sitului Vápenické jezero este situat la coordonatele 49°37′04″N 14°25′05″E / 49.617778°N 14.418056°E.

## Înființare
Situl Vápenické jezero a fost declarat sit de importanță comunitară în aprilie 2005 pentru a proteja 1 specie de animale. Situl a fost protejat și ca arie specială de conservare în august 2013.

## Biodiversitate
Situată în ecoregiunea continentală, aria protejată nu include niciun habitat protejat.
La baza desemnării sitului se află o specie protejată de  amfibieni: buhai de baltă cu burta roșie (Bombina bombina).